# میزویل (مینه‌سوتا)
میزویل، مینه‌سوتا (به انگلیسی: Miesville, Minnesota) یک شهر در ایالات متحده آمریکا است که در شهرستان داکوتا واقع شده‌است.

## خصوصیات
میزویل ۴٫۶۶ کیلومترمربع مساحت و ۱۲۵ نفر جمعیت دارد و ۲۸۵ متر بالاتر از سطح دریا واقع شده‌است.